# Cytotoxicité à médiation cellulaire dépendante des anticorps
La cytotoxicité à médiation cellulaire dépendante des anticorps, généralement abréviée ADCC (de l'anglais Antibody-dependent cell-mediated cytotoxicity) est un mécanisme de défense immunitaire par lequel une cellule immunitaire lyse une cellule cible marquée par des anticorps liés à des antigènes présents à sa membrane.
L'ADCC est indépendant du système du complément, qui permet aussi la lyse de cellules via reconnaissance d'anticorps, mais ne requiert pas de cellule effectrice. L'ADCC est effectuée par une cellule effectrice, généralement une cellule NK qui reconnaît les IgG par leur fraction FC tandis que la fraction FAB de l'anticorps est liée à l'antigène. Il peut aussi s'agir d'un macrophage, un neutrophile ou un éosinophile.
Ce type de médiation constitue un lien entre immunité innée et immunité adaptative car des Anticorps (immunité adaptative) permettent à des cellules NK (immunité innée) d'agir avec une affinité plus forte pour l'antigène.